# Paulo Bento
Paulo Jorge Gomes Bento (* 20. června 1969, Lisabon) je bývalý portugalský reprezentační fotbalista, který hrál na postu záložníka. Po aktivní kariéře se dal na trénování. Mezi lety 2018 a 2022 vedl jako hlavní trenér Jihokorejskou fotbalovou reprezentaci.
Mezi jeho hráčské přednosti patřilo bránění a pracovitost.
Nastupoval také za Benficu a Sporting, dva ze tří portugalských velkoklubů.

## Klubová kariéra
První fotbalovou štací bylo angažmá v Estrela da Amadora, s tímto klubem vyhrál v ročníku 1989/90 portugalský domácí pohár Taça de Portugal. Později hrál za klub Vitória. Poté odešel k Benfice, se kterou v ročníku 1995/96 vyhrál svůj druhý domácí pohár. Ve španělském Realu Oviedo odehrál celkově čtyři roky, než jej získal Sporting. S tím v sezóně 2001/02 vybojoval double. V roce 2004 ukončil aktivní kariéru.

## Reprezentační kariéra
V reprezentaci debutoval pod trenérem Carlosem Queirozem dne 15. ledna 1992 v přátelském utkání se Španělskem, které skončilo nerozhodně 0:0.
Bento se zúčastnil evropského šampionátu EURO 2000.
O dva roky později se zúčastnil mistrovství světa 2002.

## Trenérská kariéra

### Sporting Lisabon
Po ukončení kariéry v roce 2004 se ve Sportingu věnoval trénování mládeže. V říjnu 2005 mu nový klubový prezident Filipe Soares Franco svěřil roli hlavního trenéra.
Do roku 2009 se s lisabonským týmem umístil čtyřikrát na druhém místě za suverénním Portem.
V ročníku 2008/09 dovedl Sporting do osmifinále Ligy mistrů. Německý velkoklub Sportingu uštědřil historické porážky 7:1 a 5:0. Ani v roce 2012 nebylo takto jednoznačné vyřazení napříč dvěma zápasy překonáno.
Po listopadové remíze 1:1 v Evropské lize doma proti lotyšskému týmu FK Ventspils rezignoval.

### Portugalská reprezentace
Poté co portugalská reprezentace špatně načala kvalifikaci na mistrovství Evropy 2012, nahradil Paulo Bento svého předchůdce Carlose Queiroze. Reprezentaci měl vést minimálně do roku 2012.
Bento nakonec dovedl svou zemi na Mistrovství Evropy 2012 a dosáhl semifinále. Následně se portugalské národní mužstvo dostalo na mistrovství světa 2014, kde ale jeho tým nepostoupil ze skupiny v konkurenci Německa a USA.
Poté co v září 2014 začalo mužstvo kvalifikaci na EURO 2016 domácí porážkou 0:1 s Albánií, byl Paulo Bento z trenérské funkce odvolán.

### Další štace
Následné trénoval Cruzeiro, Olympiakos Pireus a Čchung-čching Tang-taj Li-fan.

### Jižní Korea
V polovině srpna 2018 se stal trenérem Jihokorejské reprezentace s cílem postoupit na mistrovství světa 2022 pořádané Katarem.